# Spore: Héroes
Spore Héroes es un juego de la serie Spore.
Fue lanzado el 9 de octubre de 2009 exclusivamente para Nintendo Wii. Es un videojuego de aventura enfocado sólo en el estadio de criatura, tiene un creador de criaturas y un modo de batalla más complejo.

## Introducción
Comienza con una especia de mini big-bang de la cual surge una galaxia y a la vez expulsa una serie de meteoros, unos rojos que provocan destrucción y otros azules que dan evolución. Los meteoros colisionan en un planeta desconocido, cada uno en distintas zonas alrededor del planeta. Uno de los meteoros de color rojo aterriza en la Playa Criaiatura, de este meteoro surge Zarcator. Otro meteoro, pero de color azul choca en el Valle Hongo. Una criatura llamada Meejee se acerca al meteoro y toma el huevo del cual surgirá la criatura del jugador.